# Episodi di The Neighborhood (sesta stagione)
La sesta stagione della serie televisiva The Neighborhood, composta da dieci episodi, è stata trasmessa in prima visione assoluta negli Stati Uniti d'America da CBS dal 12 febbraio 2024 al 6 maggio 2024. La serie è inedita in Italia.
| nº | Titolo originale                     | Prima TV USA     |
| -- | ------------------------------------ | ---------------- |
| 1  | Welcome to the Foos Box              | 12 febbraio 2024 |
| 2  | Welcome to the Awkward Conversations | 19 febbraio 2024 |
| 3  | Welcome to the Other Butlers         | 26 febbraio 2024 |
| 4  | Welcome to Grandfatherhood           | 11 marzo 2024    |
| 5  | Welcome to the Front Window          | 25 marzo 2024    |
| 6  | Welcome to the Walkout               | 1 aprile 2024    |
| 7  | Welcome to the Stand-Off             | 15 aprile 2024   |
| 8  | Welcome to the Baby Shower           | 22 aprile 2024   |
| 9  | Welcome to the Name Drop             | 29 aprile 2024   |
| 10 | Welcome to the World                 | 6 maggio 2024    |